# OR2B3
OR2B3 (англ. Olfactory receptor family 2 subfamily B member 3) – білок, який кодується однойменним геном, розташованим у людей на короткому плечі 6-ї хромосоми. Довжина поліпептидного ланцюга білка становить 313 амінокислот, а молекулярна маса — 35 543.
| 10         |  | 20         |  | 30         |  | 40         |  | 50         |
| ---------- |  | ---------- |  | ---------- |  | ---------- |  | ---------- |
| MNWENESSPK |  | EFILLGFSDR |  | AWLQMPLFVV |  | LLISYTITIF |  | GNVSIMMVCI |
| LDPKLHTPMY |  | FFLTNLSILD |  | LCYTTTTVPH |  | MLVNIGCNKK |  | TISYAGCVAH |
| LIIFLALGAT |  | ECLLLAVMSF |  | DRYVAVCRPL |  | HYVVIMNYWF |  | CLRMAAFSWL |
| IGFGNSVLQS |  | SLTLNMPRCG |  | HQEVDHFFCE |  | VPALLKLSCA |  | DTKPIEAELF |
| FFSVLILLIP |  | VTLILISYGF |  | IAQAVLKIRS |  | AEGRQKAFGT |  | CGSHMIVVSL |
| FYGTAIYMYL |  | QPPSSTSKDW |  | GKMVSLFYGI |  | ITSMLNSLIY |  | SLRNKDMKEA |
| FKRLMPRIFF |  | CKK        |  |            |  |            |  |            |

A: Аланін

C: Цистеїн

D: Аспарагінова кислота

E: Глутамінова кислота

F: Фенілаланін

G: Гліцин

H: Гістидин

I: Ізолейцин

K: Лізин

L: Лейцин

M: Метіонін

N: Аспарагін

P: Пролін

Q: Глутамін

R: Аргінін

S: Серин

T: Треонін

V: Валін

W: Триптофан

Кодований геном білок за функціями належить до рецепторів, g-білокспряжених рецепторів, білків внутрішньоклітинного сигналінгу. 
Локалізований у клітинній мембрані.